# Corjeuți
Corjeuți est une commune du Raion de Briceni en Moldavie.
La population était de 7 570 habitants en 2004. Plus de 2 000 habitants sont partis travailler à Paris ou dans sa banlieue.